# Do You Love Me (2NE1의 노래)
"Do You Love Me"는 대한민국의 걸 그룹 2NE1의 노래이다. 2013년 8월 7일 발매되었다. "Do You Love Me"는 YG 메인 프로듀서 테디, DEE.P, Lydia Paek에 의해 작곡되었다.

## 작곡과 발매
이번 노래는 "Ugly", 〈내가 제일 잘 나가〉와 같이 신나는 댄스 팝 노래로, 작곡은 테디, DEE.P, Lydia Paek이 맡았다. 안무는 일본의 여자 댄서이자 안무가 스가와라 코하루가 "Falling In Love"에 이어서 또 맡았다.

## 뮤직비디오
원래 뮤직비디오는 그동안 해오던 것과 같이 전문 감독인 서현승 감독이 제작을 맡을 예정이였지만 일정에 차질이 생기면서 계획이 수정되었다. 때문에 구식 카메라를 사용하고, 멤버들이 직접 핸드폰으로 촬영한 홈비디오 형식으로 제주도에 있는 양현석 별장에서 촬영했다. 2013년 8월 5일에는 YG 공식블로그를 통해 멤버들이 별장 욕실에서 춤을 추고있는 티저 영상이 공개되었다. 8월 6일에는 2차 티저 영상이 공개되었다.

## 차트
| 차트 (2013)         | 최고 순위 |
| ------------------- | --------- |
| 가온 BGM 차트       | 5         |
| 가온 디지털 차트    | 3         |
| 가온 다운로드 차트  | 3         |
| 가온 스트리밍 차트  | 7         |
| 빌보드 K-Pop 핫 100 | 2         |

| 차트 (2013)        | 최고 순위 |
| ------------------ | --------- |
| 가온 디지털 차트   | 185       |
| 가온 다운로드 차트 | 131       |
| 가온 스트리밍 차트 | 119       |